# Borbo micans
Borbo micans là một loài bướm ngày thuộc họ Hesperiidae. Nó được tìm thấy ở châu Phi nhiệt đới. Tại Nam Phi phạm vi phân bố loài bướm này giới hạn trong các khu rừng ven sông và vùng đất thấp của KwaZulu-Natal và các khu vực đầm lầy gần rừng Manguzi, sông Pongola và vịnh Kosi ở Maputaland.
Sải cánh dài 32–36 mm đối với con đực và 36–40 mm đối với con cái. Cá thể trưởng thành bay quanh năm, nhưng phổ biến hơn vào mùa thu và mùa đông ở phía nam châu Phi.
Ấu trùng có thể ăn various Poaceae swamp grasses.